# Стационе Праско-Кремолино (Алесандрија)
Стационе Праско-Кремолино је насеље у Италији у округу Алесандрија, региону Пијемонт.
Према процени из 2011. у насељу је живело 216 становника. Насеље се налази на надморској висини од 175 м.